# Langenscheid

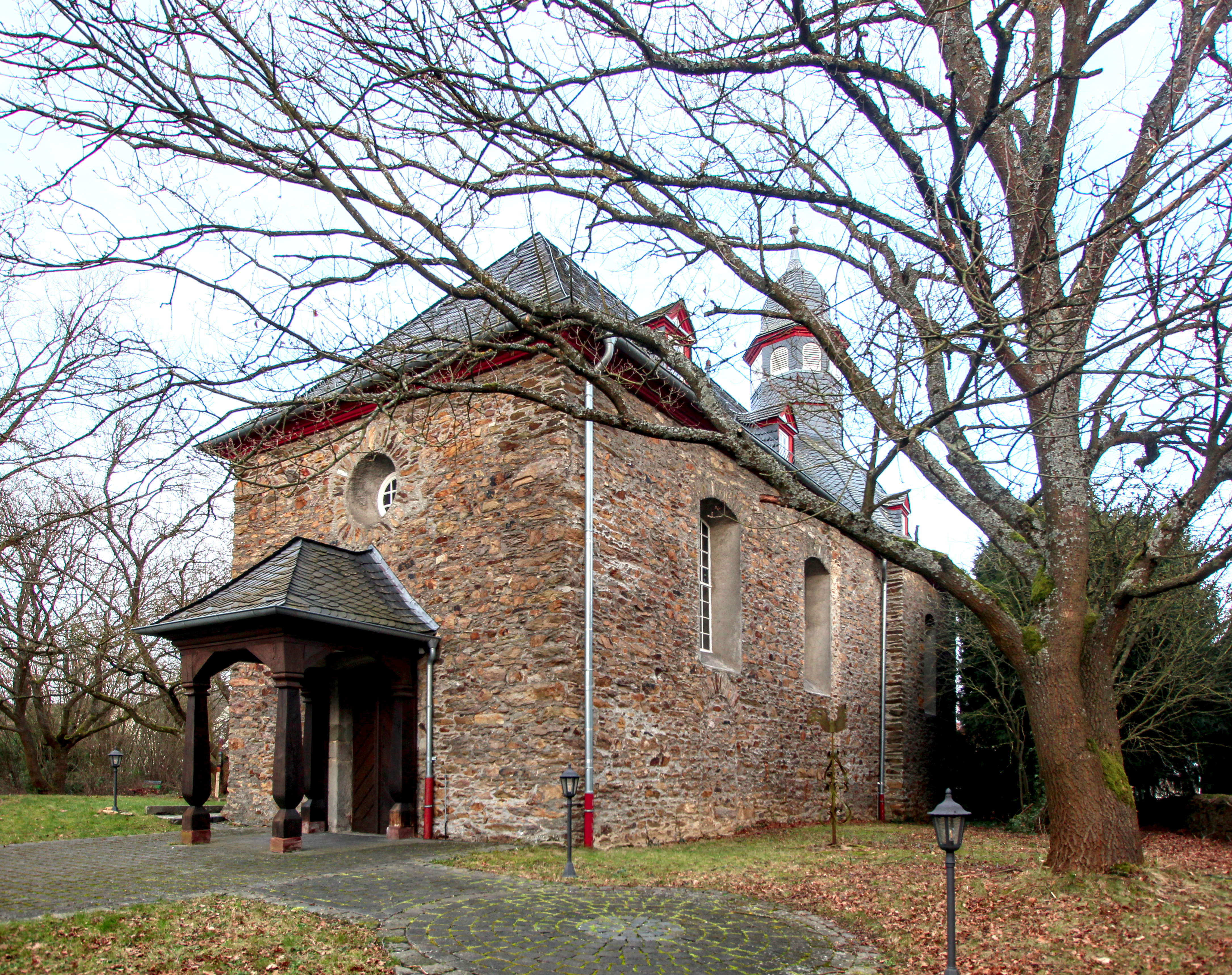
Die evangelische Kirche von Langenscheid

Langenscheid ist eine Ortsgemeinde im Rhein-Lahn-Kreis in Rheinland-Pfalz. Sie gehört der Verbandsgemeinde Diez an.

## Geographie
Die Größe der Gemarkung beträgt 8,92 km², davon sind 3,43 km² landwirtschaftliche Nutzfläche und 5,41 km² Nieder- und Hochwald. Langenscheid liegt 242 m ü. NN und zählt etwa 550 Einwohner. Seine Gemarkung wird östlich vom Daubach, südlich von der Lahn, westlich vom Schwarbach und nördlich von der Gemarkung Hirschberg begrenzt. Zur Gemeinde gehört der Ortsteil Lahntal im Süden der Gemeinde. Außerdem liegt noch ein kleiner Teil von Hirschberg auf der Langenscheider Gemarkung.

## Geschichte
Langenscheid wurde erstmals im Jahre 1298 als Langscheyt urkundlich erwähnt. Das Dorf auf der „langen Scheyde“ hat seinen Namen von dem langgestreckten Höhenrücken, der als Wasserscheide den Daubach und den Schwarbach als Nebenbäche der Lahn trennt. Langenscheid gehörte zur Grafschaft Holzappel, ab 1806 war der Ort Teil des Amtes Diez im Herzogtum Nassau, das 1866 von Preußen annektiert wurde. Seit 1946 ist der Ort Teil des Landes Rheinland-Pfalz.
Die Einwohnerschaft entwickelte sich im 19. und 20. Jahrhundert wie folgt: 1843: 423 Einwohner, 1927: 540 Einwohner, 1964: 585 Einwohner.

## Religion
Langenscheid ist der römisch-katholischen Gemeinde St. Bonifatius in Holzappel zugeordnet und gehört mit ihr zum Pastoralen Raum Diez, der wiederum dem Dekanat Limburg im Bistum Limburg eingegliedert ist.
Auf evangelischer Seite ist der Ort der Kirchengemeinde Langenscheid-Geilnau mit Hirschberg im Dekanat Nassauer Land in der Propstei Rheinhessen-Nassauer Land der Evangelischen Kirche in Hessen und Nassau (EKHN) zugehörig.

## Politik

### Gemeinderat
Der Gemeinderat in Langenscheid besteht aus zwölf Ratsmitgliedern, die bei der Kommunalwahl am 9. Juni 2024 in einer personalisierten Verhältniswahl gewählt wurden, und dem ehrenamtlichen Ortsbürgermeister als Vorsitzendem.
Die Sitzverteilung im Gemeinderat:
| Wahl | SPD | WGS * | WGK ** | Gesamt   |
| ---- | --- | ----- | ------ | -------- |
| 2024 | –   | 8     | 4      | 12 Sitze |
| 2019 | –   | 8     | 4      | 12 Sitze |
| 2014 | –   | 8     | 4      | 12 Sitze |
| 2009 | 4   | 8     | –      | 12 Sitze |
| 2004 | 4   | 8     | –      | 12 Sitze |

### Bürgermeister
Ortsbürgermeister von Langenscheid ist Ulrich Strutt. Bei der Direktwahl am 26. Mai 2019 wurde er mit einem Stimmenanteil von 83,88 % und am 9. Juni 2024 als einziger Bewerber mit 69,1 % jeweils für fünf Jahre wiedergewählt.

## Söhne und Töchter der Gemeinde
- Ludwig Born (1813–1875), Reichstags- und Landtagsabgeordneter
- Adolf Deißmann (1866–1937), evangelischer Theologe, Papyrologe und Ökumeniker
- Oskar Wilhelm Koch (1907–nach 1976), Kreisleiter der NSDAP von Worms und dem Untertaunuskreis